# Aeropuerto Internacional de Yaundé Nsimalen
El Aeropuerto Internacional de Yaundé Nsimalen (en francés Aéroport international de Yaundé-Nsimalen) (IATA: NSI, OACI: FKYS) es un aeropuerto que sirve a Yaundé, capital de Camerún. El aeropuerto se encuentra al sur de Yaundé, cerca de Nsimalen en Camerún.
En 2004, el aeropuerto atendió a 190.487 pasajeros. 

## Aerolíneas y destinos
| Aerolíneas                | Destinos                                                |
| ------------------------- | ------------------------------------------------------- |
| Air France                | París-Charles de Gaulle                                 |
| Air Ivoire                | Abiyán, Brazzaville                                     |
| Camairco                  | Douala, París-Charles de Gaulle, Maroua, Garoua, Yamena |
| ASKY Airlines             | Bangui, Cotonú, Lagos, Lomé                             |
| Brussels Airlines         | Bruselas                                                |
| Kenya Airways             | Nairobi                                                 |
| National Airways Cameroon |                                                         |
| Royal Air Maroc           | Casablanca, Douala                                      |